# Osamu Tezuka
Osamu Tezuka, född 3 november 1928, död 9 februari 1989, är en av Japans mest kända och inflytelserika serieskapare och animatörer. Han producerade åtskilliga volymer med manga och dussintalet animerade filmer och tv-serier. Hans mest kända verk torde vara Tetsuwan Atom ('Mäktig Atom'; engelska: Astro Boy) som fick stor uppmärksamhet och TV-sändes i flera länder. Osamu Tezuka har ofta benämnts som Japans Walt Disney och han anses allmänt vara den person som lade grunden till hela manga-vågen i Asien. Tezuka grundade bolaget Mushi Production.

## Utmärkelser
Asteroiden 3998 Tezuka är uppkallad efter honom.

## Karriär
Osamu Tezuka debuterade som serieskapare 1946.
Han har producerat bland annat:
- 1950–1954 – Djungle Taitei ('Djungelns härskare, även känd som Kimba, det vita lejonet)[2]
- 1951–1968 – Tetsuwan Atom[2]
- 1967–1988 – Hi no tori ('Eldfågeln'; även känd som Fågel Fenix)[2]
- Aru machikado no monogatari ('Berättelser från ett gathörn')
- Osu ('Hanne')
- Ningyo ('Sjöjungfrun')
- Buddha
- Black Jack

På 1960-talet inledde Tezuka en parallell karriär inom tecknad film, bland annat med animerade versioner av Tetsuwan Atom och Djungle Taitei. Dessa sändes och blev stora framgångar i nordamerikansk TV. Djungle Taitei har många ingredienser (bland annat namn, formgivning och familjerelationer) som i liknande form senare förekom i Lejonkungen. Disney har dock förnekat all inspiration och hävdat att de inte ens kände till Tezukas manga/anime.

## Källhänvisningar
1. ↑  ”Minor Planet Center 3998 Tezuka” (på engelska). Minor Planet Center. https://www.minorplanetcenter.net/db_search/show_object?object_id=3998. Läst 6 oktober 2023.
2. 1 2 3 4 5  "Osamu Tezuka". NE.se. Läst 29 augusti 2014.